# Yoshinobu Harada
Yoshinobu Harada (原田 欽庸 Harada Yoshinobu?), född 17 maj 1986 i Saitama prefektur, är en japansk fotbollsspelare.
Harada började sin karriär 2005 i Mito HollyHock. Efter Mito HollyHock spelade han för Tochigi Uva FC, V-Varen Nagasaki och Zweigen Kanazawa.